# Coyuca de Benítez
Coyuca de Benítez es una ciudad mexicana del estado de Guerrero, ubicada en la costa sur del estado, en la región de Costa Grande. Es cabecera del municipio homónimo.
A la ciudad la atraviesa la Carretera Federal 200 que comunica en el estado a Zihuatanejo con Acapulco, localizándose aproximadamente a 32 km de esta última ciudad.

## Demografía

### Población
Conforme a los datos que arrojó el Censo de Población y Vivienda 2020 realizado por el Instituto Nacional de Estadística y Geografía (INEGI), Coyuca de Benítez cuenta con un total de 73 056 habitantes, de dicha cifra, 35 515 eran hombres y 37 541 eran mujeres.

## Atractivos turísticos
En el centro de la ciudad se encuentra una iglesia de estilo colonial con cúpula central, única en su tipo en toda la cordillera del estado de Guerrero. Su feria más importante es la expo-feria internacional de la palmera, en la cual se presentan artistas de talla internacional.
Fuera de la ciudad cuenta con extensos litorales, tanto en sus playas como La Barra de Coyuca, Playa Azul, Playa del Carrizal y Mitla; como en su zona lacustre con dos grandes lagunas: Mitla y Coyuca. Dentro de la laguna de Coyuca se sitúan dos islas: la Isla de los Pájaros (Isla Pelona) y la Isla Montosa. La Isla de Pájaros o Pelona, sirve de refugio a diversas especies de aves que emigran desde Canadá[cita requerida] y han tomado como suya la isla, para beneplácito de los visitantes que acuden en lanchas desde Pie de la Cuesta y del Embarcadero hasta la Isla Montosa, donde se puede disfrutar de suculentos platillos de la región como el Cuatete al Chingadazo, así como pescados de la propia laguna.
De los atractivos mencionados, uno de los más visitados y que comparte con el puerto de Acapulco, es la Barra de Coyuca, en donde se puede bañar en tres tipos de aguas; el mar abierto del pacífico, donde hay olas de altura media, ideal para jóvenes que empiezan a practicar el deporte del Surf, así mismo la apacible Laguna de Coyuca, donde se puede pasear en lancha o en moto acuática y las dulces aguas del río de Coyuca donde se puede bañar con una profundidad mínima que no sobrepasa los 100 cm.

## Abasto y comercio
El comercio es la principal actividad económica del municipio, por ello existen gran cantidad de comercios dedicados a la venta de víveres para abastecer a la comunidad, entre los que se encuentran: el mercado municipal, zapaterías, tiendas de abarrotes, tiendas de ropa, artículos para la agricultura y el campo, restaurantes, fondas, farmacias, etc.
También existen sucursales bancarias tales como: Citibanamex, Compartamos Banco y Banco Azteca, entre casa de empeño y préstamos como: Montepío Luz Saviñón, Balsas, Presta Prenda, Casa Mazatlán, Prendamex, entre otras.
También existen marcas reconocidas de tiendas a nivel nacional como: Milano, Elektra, Oxxo, Tiendas Neto, Coppel y Bodega Aurrera.

## Educación
Existe gran cantidad de escuelas de nivel básico entre jardines de niños, primarias y secundarias, en nivel medio superior se encuentra la Unidad Académica Preparatoria n.° 16 de la UAGro. y el Cetis 117, mientras que en el nivel superior se encuentra la Universidad Regional (UNIRG).

## Salud
La ciudad cuenta con la Unidad Médica Familiar del IMSS, Unidad Médica de la Secretaría de Salud Pública y una Unidad de Medicina Familiar del ISSSTE, entre otras clínicas y consultorios privados.

## Personas destacadas
- Faustina Benítez, esposa del general de división y presidente de México Juan Álvarez.
- Diego Álvarez Benítez, militar, hijo del general Juan Álvarez.